# Senador Cortes (ort)
Senador Cortes är en ort i Brasilien.   Den ligger i kommunen Senador Cortes och delstaten Minas Gerais, i den sydöstra delen av landet, 800 km sydost om huvudstaden Brasília. Senador Cortes ligger 580 meter över havet och antalet invånare är 1 980.
Terrängen runt Senador Cortes är kuperad åt sydost, men åt nordväst är den platt. Närmaste större samhälle är Mar de Espanha, 9,9 km sydväst om Senador Cortes.
Omgivningarna runt Senador Cortes är huvudsakligen savann. Runt Senador Cortes är det ganska tätbefolkat, med 90 invånare per kvadratkilometer.